# Bring Me To Life (песен на Thousand Foot Krutch)
Bring Me To Life е песен от рок групата Thousand Foot Krutch от техния албум Welcome To The Masquerade. Издадена е като сингъл на 22 април 2009 г. Достига номер 2 в класациите на християнското рок радио на 10 септември 2009 г. Също така е добре приета, с големи продажби и за ограничен период от време е на разположение за безплатно сваляне. Песента е номинирана за „рок песен на годината“ на 41-вото GMA Dove Awards.